# Ayanna Witter-Johnson

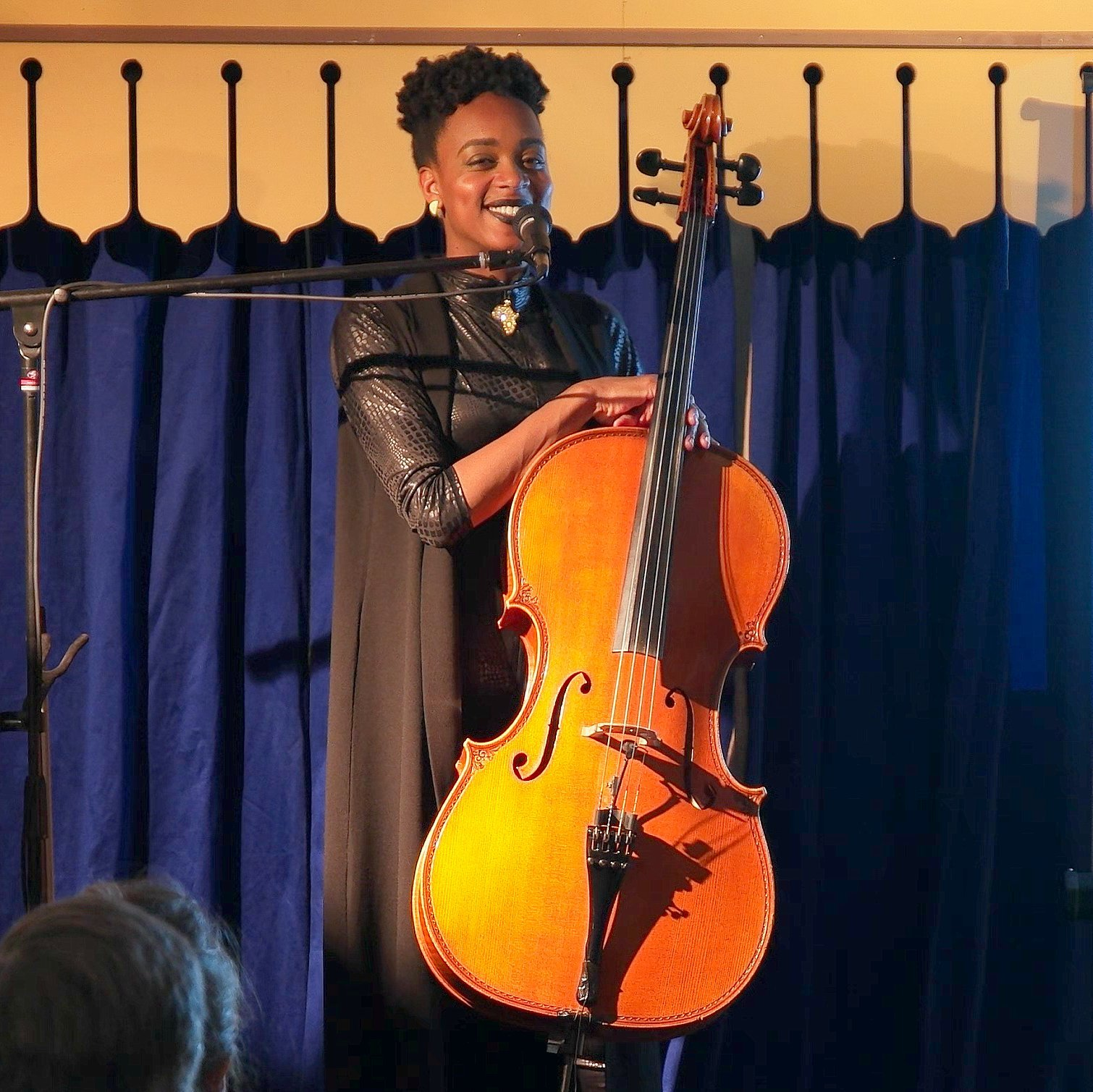
Ayanna Witter-Johnson, Auftritt im Toy Museum Folk Club, 13. April 2019

Ayanna Mose Witter-Johnson (* April–Juni 1985 in London, Borough of Islington) ist eine englische Komponistin, Sängerin, Songwriterin, Pianistin und Cellistin. Zu ihren bekanntesten Auftritten gehören die Eröffnung der MOBO Awards-Pre-Show im Jahr 2016 und ihr Auftritt in der Royal Albert Hall, London, am 6. März 2018.

## Hintergrund
Sie ist Singer-Songwriterin und Komponistin und spielt Cello und Piano. Bei den Musikrichtungen bewegt sie sich zwischen Soul, Jazz, Blues, Artrock, Pop, Progressive Rock und Klassik.

## Herkunft und Karriere

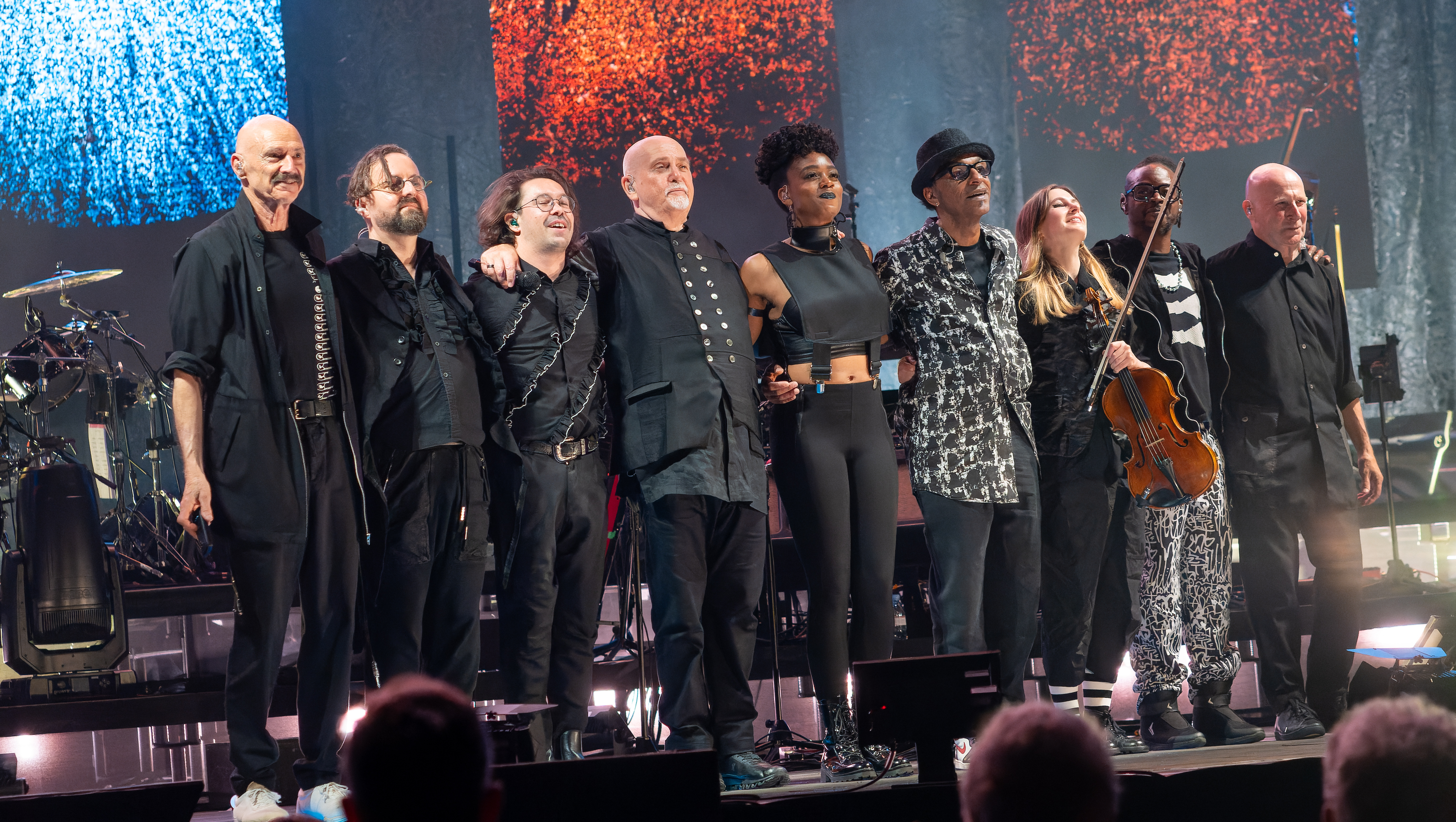
Ayanna Witter-Johnson mit den anderen Bühnenmusikern der i/o The Tour 2023: Tony Levin, Richard Evans, Josh Shpak, Peter Gabriel, Ayanna Witter-Johnson, Manu Katché, Marina Moore, Don McLean (Don-E) und David Rhodes (von links nach rechts)

Ayanna Witter-Johnson wurde in London, England, geboren und ist jamaikanischer Abstammung, ihre Mutter ist Lehrerin und ihr Vater ist der Fernseh-, Film- und Theaterschauspieler Wil Johnson. Sie begann mit vier Jahren Klavier und mit 13 Jahren Cello zu spielen.
Witter-Johnson schloss ihr Studium der klassischen Komposition am Trinity Laban Conservatoire of Music and Dance in London Vereinigten Königreich mit einem erstklassigen Abschluss ab und gewann 2008 den Trinity Laban Silver Award. Anschließend erwarb sie einen Master of Music (MMus) in Komposition an der Manhattan School of Music in New York in den USA. Während ihres Aufenthalts in Amerika im Jahr 2010 gewann sie (die sich den ersten Platz teilte) als erste Nicht-Amerikanerin den ersten Platz bei der berühmten Amateur Night des Apollo Theaters, zu deren früheren Gewinnern Ella Fitzgerald und Jimi Hendrix gehörten. 2012 war sie für den MOBO Award nominiert (Best Jazz Act).
Witter-Johnson, die sowohl klassische als auch sog. zeitgenössische Musik spielt – singt, während sie sich selbst auf dem Cello begleitet, und beschreibt ihren Songwriting-Stil als „ein bisschen Soul, Hip-Hop und Reggae.“ Sie ist mit Künstlern wie Anoushka Shankar, Courtney Pine, Andrea Bocelli und Peter Gabriel auf Tournee gewesen. 2023 spielte sie Cello bei Gabriels i/o The Tour. Darüber hinaus war sie bei dieser Tour mit der Violinistin Marina Moore als Begleitsängerin tätig und übernahm den Co-Hauptgesang bei Don’t Give Up anstelle von Kate Bush. Sie machte Aufnahmen mit Akala und komponierte für das London Symphony Orchestra.
Witter-Johnson sagte: „Einige meiner musikalischen und nicht-musikalischen Inspirationen sind Maya Angelou, Nina Simone, Eckhart Tolle, Johann Sebastian Bach, Stevie Wonder, Steely Dan, Sojourner Truth, Luciano Berio, Igor Strawinsky, Oprah Winfrey, Michael Jackson, Lukas Ligeti, Jill Scott, Marcus Garvey und Sting ... Sie haben mich ermutigt, meine Authentizität zu feiern, meine einzigartige Ausdrucksweise zu erforschen und von einem Ort der persönlichen Wahrheit aus zu schreiben.“

## Auszeichnungen
- 2008: Trinity Silver Award
- 2008: Vivian Prindl Outreach Prize
- 2010: Gewinner der Amateur Night Live im Apollo Theater in Harlem[4]
- 2011: Edward & Sally Van Lier Fund
- 2012: Nominiert für die Shortlist für Best Jazz Act bei den MOBO Awards

## Ausgewählte Diskographie
- 2011: Truthfully (EP)
- 2014: Black Panther (EP)
- 2018: Truthfully Still (EP)
- 2019: Road Runner (Album)
- 2020: Crossroads (Single)
- 2023: Ocean Floor (Album)[14]